# Eqrem Libohova

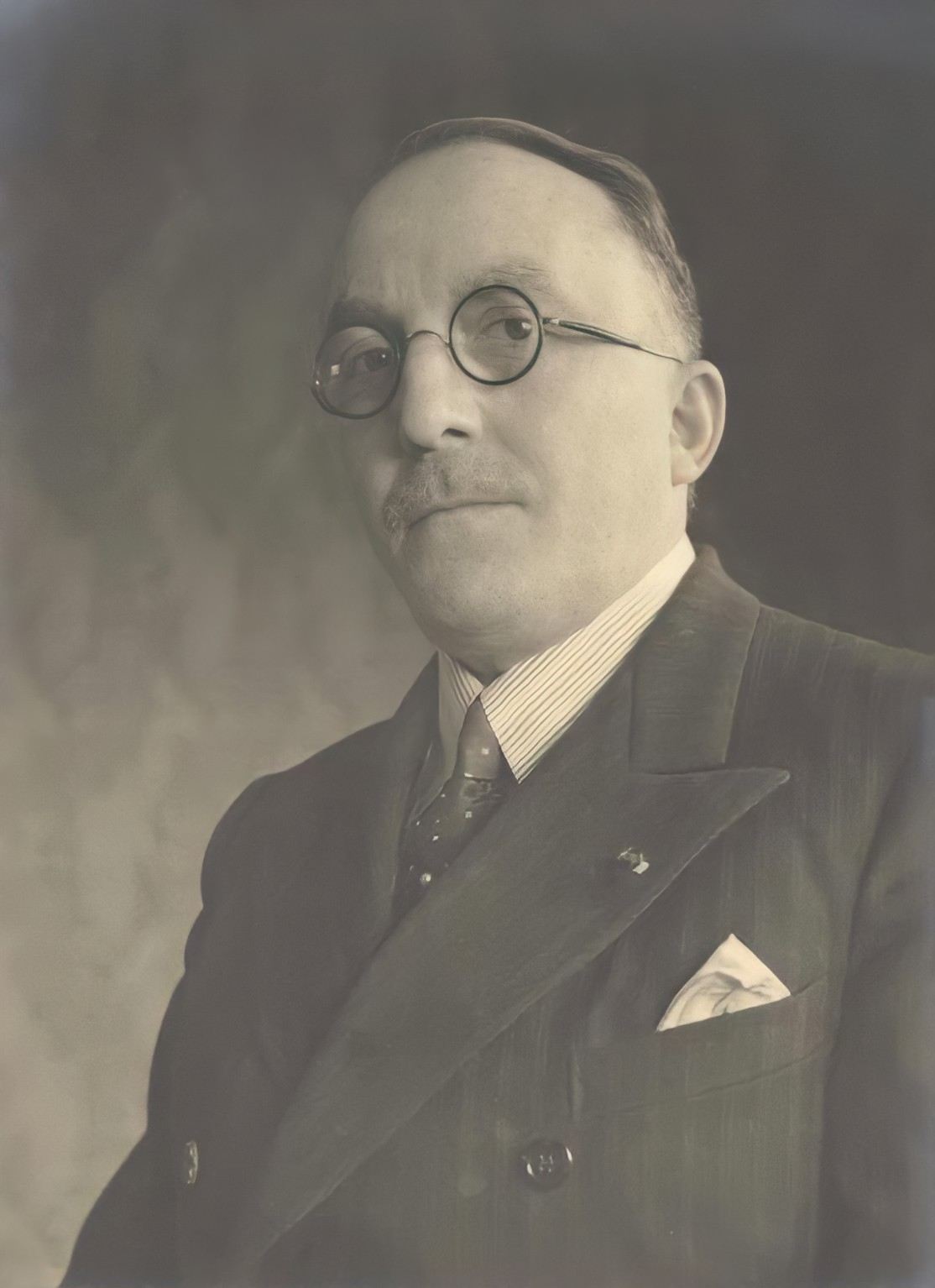
Eqrem Libohova auf einer Aufnahme aus den 30er Jahren

Eqrem (Eqerem) Bej Libohova (* 24. Februar 1882 in Gjirokastra, Wilâjet Janina, Osmanisches Reich (heute Albanien); † 1948 in Rom, Italien) war ein albanischer Politiker, der 1943 zweimal Ministerpräsident des Königreichs Albanien war.

## Leben
Eqerem Bej Libohova war Angehöriger der moslemischen Feudaladelsfamilie Asllan Pashallinjtë. Im Jahre 1931, als Aziz Çami und Ndok Gjeloshi versuchten, den König Ahmet Zogu I. von Albanien vor der Wiener Staatsoper in Österreich zu ermorden, war Libohova Minister am Hofe des Königs. Bei diesem Attentat wurde Eqrem Bej Libohova verwundet.
Vom 9. Januar 1936 bis zum 2. April 1939 war Eqrem Bej Libohova Außenminister des Landes. Während der Besetzung Albaniens durch das Königreich Italien wurde er Ministerpräsident des Königreichs Albanien. In dieser Funktion diente er vom 19. Januar 1943 bis zum 13. Februar 1943 sowie erneut vom 12. Mai 1943 bis zum 9. September 1943. Er war Mitglied der Albanischen Faschistischen Partei (AFP).